# سیارک ۷۹۲۸
سیارک ۷۹۲۸ (به انگلیسی: 7928 Bijaoui، نامگذاری:1986WM5) هفت هزار و نهصد و بیست و هشتمین سیارک کشف شده‌است که در ۲۷ نوامبر ۱۹۸۶ کشف شد.
قدر مطلق سیارک برابر ۱۱٫۶۰ است.